# Hugo Stuven Casasnovas
Hugo Stuven Casasnovas (Madrid, 20 de agosto de 1978) también conocido como Hugo Stuven es un director de cine, guionista, escritor, músico y actor español.

## Biografía
Hijo del realizador de televisión hispanochileno Hugo Stuven Cangas (1940-2021) y de la modelo María Jesús Casasnovas, desde pequeño se interesó por el mundo audiovisual. "De crío le robaba la Handycam a mi padre y grababa a mis perro. Luego estudié Imagen y sonido pero empecé en el gremio como actor. Aunque us primeros trabajos fueron como actor en series de televisión, en 1995-1997 en Médico de familia y en 1998 en Al salir de clase acabó desarrollando su carrera como director y guionista de cine y documentales. En 1998 dirigió su primer corto "El sótano" con actores de la serie en la que trabajaba entonces en el equipo de dirección, Compañeros, entre ellos Antonio Hortelano, Lara de Miguel, Manuel Feijoo o Carlos Castel. Además de trabajar en publicidad ha trabajado como auxiliar de dirección en Crimen ferpecto (2004) o en Alatriste (2006). 
En 2010 con su primera novela, El faro de las lágrimas perdidas,  (2011) fue finalista del Premio Minotauro. 
El mismo año empezó a escribir el guion de su primer largometraje, Anomalous con David Zurdo y Fernando Acevedo que pudo empezar a rodar en 2014, a los 36 años.  Este thriller policíaco, protagonizado por los actores Lluís Homar, Christy Escobar, Edgar Fox y Julio Perillán fue rodado en Barcelona y Nueva York y estrenado en 2016.
En 2012 presenta el documental Tío Jess sobre Jesús Franco y su rodaje de la película "Al Pereira vs. The Alligator Ladies".
En 2018 estrenó su segundo largometraje, Solo protagonizado por Alain Hernández y Aura Garrido. En ella se narra la historia ficcionada de un surfista que cayó por un acantilado y se encontró a sí mismo al borde de la muerte.
En junio de 2020 presentó el álbum Loop, diez temas a piano, un instrumento que toca de manera autodidacta desde pequeño.  Fue la primera vez que presenta un trabajo musical aunque ha participado en la composición de la banda sonora de algunos de sus cortos.
En octubre de 2020 se estrenó la serie documental de nueve episodios «El desafío: ETA” para Amazon inspirado en el libro Historia de un desafío: cinco décadas de lucha sin cuartel de la Guardia Civil contra ETA, de Manuel Sánchez Corbí y Manuela Simón.

## Filmografía
- El sótano (1998 ) corto - dirección
- Hijo de melancolía (2001) corto - dirección
- Stad By (2005) corto[14]
- Te mato (2010) corto
- Tío Jess (2012) documental codirección y coguionista con Víctor Matellano
- Wax (2014) guion
- Anomalous (2016) largometraje
- Solo (2018) largometraje - dirección y coguionista con Santiago lallana
- El desafío: ETA (2020) miniserie documental - dirección
- "Seve" (2021) Película documental para Amazon - dirección
- "Real Madrid, La Leyenda Blanca" (2021) miniserie documental para Amazon, 6 cap. - dirección

## Actor
- Al salir de clase (1998)
- Médico de familia (1995 - 1997)

## Publicaciones
- El faro de las lágrimas perdidas. Ediciones Atlantis. ISBN: 978-84-15228-74-5[15] Finalista del Premio Minotauro en 2010.[16]
- Anomalous coautor con David Zurdo. (2019) Ediciones Palabras de agua. ISBN-13 : 978-8494999857

## Discografía
- Loop (2020)